# Benedikt Ried

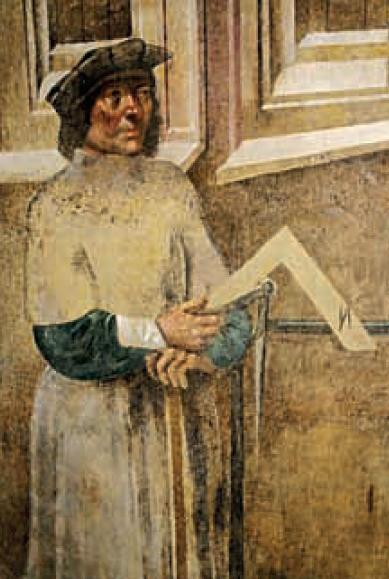
Sannolikt ett porträtt av Benedikt Ried från Sankt Vituskatedralen i Prag.

Benedikt Ried eller Benedikt Rejt, född omkring 1454 och död 30 oktober 1534 var en böhmisk arkitekt, och en av den centraleuropeiska sengotikens främsta konstnärer.
Benedikt blev slottsbyggsbyggmästare i Prag, där särskilt den så kallade "Vladislavska salen" med dess nätvalv vittnar om hans konstruktiva och dekorativa begåvning. I Kuttenberg fortsatte Benedikt den påbörjade Barbarakyrkan med ett elegant hallsystem och byggde Marie-himmelsfärdskyrkan. På 1520-talet uppförde han Nikolauskyrkan i Laun, också en hallbyggnad med nätvalv. Benedikt utförde även flera arkitektoniska uppdrag utanför Böhmen.